# Euzonus papillatus
Euzonus papillatus är en ringmaskart som beskrevs av Santos, Nonato och Petersen 2004. Euzonus papillatus ingår i släktet Euzonus och familjen Opheliidae. Inga underarter finns listade i Catalogue of Life.